# Paradise Kiss
『Paradise Kiss』（パラダイス・キス）は、矢沢あいの漫画、またこれを原作としたテレビアニメ、実写映画。通称「パラキス」。

## 概要
ファッション誌『Zipper』（祥伝社）の1999年5月号から2003年5月号に連載されていた。『ご近所物語』（集英社）の続編にあたり、本作の登場人物の一部は、『ご近所物語』から継続して登場している。
また中国語版、韓国版、タイ王国版、ベトナム版、イタリア版、ドイツ版、フランス版、ポーランド版、ハンガリー版、ロシア版、ブラジル版、スペイン語版、英語版があり、韓国版以外は表紙のデザインも異なっている。また、高いファッションセンス性で日本国内だけでなく欧米でも高い評価を得ている。Macintoshによる画像処理を大幅に導入しており、アシスタント抜きでの作画である。最終回部分が単行本収録の際に加筆修正されており、連載時に不明だった紫の婚約者やパラキスメンバーの消息が明らかにされている。
2010年10月時点で累計発行部数は600万部を突破している。
2005年10月から12月までアニメ版がフジテレビの「ノイタミナ」枠で放送されていた。2011年6月4日全国東急系にて実写版映画公開。詳細は#映画を参照のこと。

## あらすじ
早坂紫は、進学校に通う高校三年生。学校と塾と家を往復する人生に、疑問を感じる日々を送っていた。
そんなある日、紫は「パラダイス・キス」（パラキス）のメンバーからショーのモデルにスカウトされる。パラキスは、矢澤芸術学院の服飾科に在籍する小泉譲二（ジョージ）、櫻田実和子、永瀬嵐、山本大助（イザベラ）で結成されたグループで、学園祭のファッションショーに向けてショーモデルを探していた。それまで勉強しかしてこなかった紫は、当初はパラキスのメンバーに対し「あんた達の遊びにつき合ってる程ヒマじゃない！」と、偏見を抱いていた。しかし、パラキスのメンバーと一緒に行動するうちに、彼らのひたむきに夢を目指す姿勢に惹かれていく。
ショーに向け準備が進む中、紫はジョージと恋に落ちる。また、はじめは夢も何もなかった紫だが、次第にモデルという夢を持つようになる。ショーが終わり、パラキスの仲間はそれぞれ自分の道を歩き始める。

## キャラクター
早坂紫（はやさか ゆかり）
本作の主人公。進学校・私立清栄学園に通う高校三年生。見栄っ張りで処女。両親と成績優秀で年の離れた弟・卓（すぐる）の4人家族。父親は地方に単身赴任中。
受験勉強に追われる自分の人生に悩みを抱えていたある日、ジョージ達、矢澤芸術学院（通称 ヤザガク）服飾科の面々にショーモデルにスカウトされた。
クラスメイトの浩行に憧れていたが、ジョージと恋に落ち、相思相愛になる。しかし、主体性のない女が嫌いでマイペースなジョージに振り回される。実和子とイザベラからは「キャロライン」、もしくは「キャリー」と呼ばれている。意外と手先は器用で、ドレスのパーツにビーズを縫い付ける作業を手伝ったりもした。
受験を控えた時期に「パラダイス・キス」メンバーと関わることを母親の保子に咎められ、咄嗟に家出してしまう。しかしその後は保子と和解、高校卒業を条件にモデル事務所に所属し、卒業後は日本でモデルの道を歩み始める決意を固める。その際ジョージとは別れたが、ジョージが残していった服を励みに体型維持や仕事に打ち込み、10年後、浩行と婚約している。
小泉譲二（こいずみ じょうじ）
矢澤芸術学院服飾科三年生。
通称「ジョージ」。ファッションデザイナーを目指している。小学生から服を作っている天才で、独特の世界観と美意識を持ち、現実離れした部分がある。その実力からヤザガクでは優等生であり、学園祭のファッションショーへ参加することなる。同級生の実和子、嵐、イザベラは、学園祭では彼のサポート役となる。ショーのために集まった4人だが、ショーとは別にプライベートブランド「パラダイス・キス」を設立し、服を作っている。アトリエに使っている元バーはおじの持ち物で、店をたたんだ後、改装して使っているが、放浪癖があるためおじ本人とは連絡がつかない。
なお、「Happy Berry」のメンズ部門などで度々モデルとしても活動している。紫と恋愛関係になるが、互いのために別れる道を選んだ。卒業後はデザイナーになるために、今までに作った服を紫に譲り、パリに渡る。
父親は大企業の社長である二階堂譲一だが、母親は彼の不倫相手（愛人）だった元モデルの小泉雪乃。母方の小泉姓を名乗っている。雪乃のように、他人に依存するタイプの女性が嫌い。
櫻田実和子（さくらだ みわこ）
矢澤芸術学院服飾科三年生。
浩行、嵐とは幼なじみで嵐の恋人。前作『ご近所物語』の主人公（実果子）の17も年下の妹にあたり、『ご近所物語』にも登場する。両親が海外取材で不在のため、高校一年生の頃から姉の実果子夫婦宅に居候しているが、嵐とも半同棲状態にある。卒業後は実果子のブランド「Happy Berry」に就職する。
10年後には嵐と結婚しており、エリカという娘がいる。
永瀬嵐（ながせ あらし）
矢澤芸術学院服飾科三年生。
パンクロッカー風の服装が特徴だが、見かけよりピュアな熱血漢。「パラダイス・キス」では、実和子とともに縫製を担当。
前作『ご近所物語』の神崎リサと永瀬武史との子どもで、実和子とは幼馴染であり恋人同士でもある。『ご近所物語』にも登場していた。現在は学校の近くにあるアパートで暮らしており、家出した紫に部屋を貸した（この間、実家であるマンションに戻っている）。卒業後はヤザガクOBのアトリエに就職。
山本大助（やまもと だいすけ）
矢澤芸術学院服飾科三年生。
「パラダイス・キス」のメンバーで、パタンナーを目指している。ジョージとは小学生からの幼なじみで、「ジョージが作る服のパターンを引くのが夢」という。物心ついた頃から自分が男であることに違和感を持っていたため、常に女言葉で喋り、「イザベラ」と名乗って特徴的なメイクと女装で生活している。料理も得意で、アトリエでのまかないは彼の担当。ビーズ集めが趣味。お坊ちゃん育ちだが、両親は不在がちで、自身はセバスチャンと呼ぶ執事の上田に面倒を見てもらってきた。卒業後は就職が決まっていたが、パリへ向かうジョージに同行することを決める。
徳森浩行（とくもり ひろゆき）
私立清栄学園三年生。
通称「ヒロくん」。前作『ご近所物語』の徳ちゃんこと徳森浩昭の子どもで、『ご近所物語』にも登場していた。実和子と嵐の幼馴染で理解者。紫の同級生であり、精神科医を目指している優等生。ジョージと恋に落ちる前の紫が憧れていた相手。彼自身は紫に密かに片想いしており、紫が家出し中間試験も無視して学校に来なくなった時、紫のことをずっと気にかけていた。10年後は医者になり、紫と婚約している。
幸田実果子（こうだ みかこ）
実和子の姉。作中に登場するブランド「Happy Berry」の社長兼デザイナー。30代半ばだが妹と見分けがつかない。前作『ご近所物語』の主人公。夫は同じく前作に登場した山口ツトム。アリスという小学生の娘がいて、帰りが遅い時は実和子に世話を頼んでいる。
実和子経由で知り合ったため紫を「キャロライン」と呼び、バイトの面接に来た紫に雑誌モデルの代役という仕事を持ちかける。その後、かつての同級生で元モデルの嶋本梢がモデル事務所を立ち上げたことから、彼女に紫を紹介する。
早坂卓（はやさか すぐる）
紫の年の離れた弟。公立小学校出身の紫と異なり私立小学校（初等部）に通学。聡明で理解心があるため、紫と話が合う。
早坂保子（はやさか やすこ）
紫と卓の母親。教育ママ。夫の地方単身赴任して以来、今も一戸建て住宅に紫と卓とともに住んでいる。

## 書誌情報
- 矢沢あい 『Paradise Kiss』 祥伝社〈Feelコミックス〉、全5巻
  1. 2000年4月7日発行、ISBN 4-396-76219-4
  2. 2001年1月1日発行、ISBN 4-396-76240-2
  3. 2001年11月1日発行、ISBN 4-396-76259-3
  4. 2002年6月27日発行、ISBN 4-396-76276-3
  5. 2003年8月1日発行、ISBN 4-396-76308-5
- 矢沢あい 『Paradise Kiss』 集英社〈集英社文庫〉、全4巻
  1. 2014年1月17日発売、ISBN 978-4-08-619471-6
  2. 2014年1月17日発売、ISBN 978-4-08-619472-3
  3. 2014年2月18日発売、ISBN 978-4-08-619473-0
  4. 2014年2月18日発売、ISBN 978-4-08-619474-7

## テレビアニメ
2005年10月13日から12月29日までフジテレビ系列で「ノイタミナ」枠の第2作としてフジテレビ、関西テレビ、東海テレビ、岡山放送ほかにて放送。全12話。

### キャスト
- 早坂紫（ユカリ）：山田優[1]
- 小泉譲二（ジョージ）：浜田賢二[1]
- 櫻田実和子（ミワコ）：松本まりか[1]
- 永瀬嵐（アラシ）：水谷俊介[1]
- 山本大助（イザベラ）：鈴鹿千春
- 徳森浩行：内埜則之
- 早坂保子：津田匠子
- 早坂卓：津村まこと
- 小泉雪乃：鷹森淑乃
- 幸田実果子：宍戸留美 - アニメ版「ご近所物語」と同じ。
- 山口ツトム：山口勝平 - アニメ版「ご近所物語」と同じ。
- 山口アリス：宍戸留美
- 嶋本梢：沢海陽子
- 如月星次：三木眞一郎
- 日笠：渡辺明乃
- 浜田先生：川瀬晶子
- セバスチャン：緒方賢一
- 陶波法司：掟ポルシェ
- 麻生香：斉木美帆
- 二階堂譲一：岩城滉一

### スタッフ
- 監督・シリーズ構成・脚本 - 小林治[1]
- キャラクターデザイン・総作画監督 - 結城信輝[1]
- 衣装デザイン - 田山淳朗 (A/T)[1]
- アートディレクター、スタイリスト - 清川あさみ[1]
- 色彩設計 - 堀川佳典
- 美術監督 - 上原伸一
- 撮影監督 - 森下成一
- 編集 - 木村佳史子
- 音響監督 - 三間雅文
- 音楽 - THE BABYS、NARASAKI（COALTAR OF THE DEEPERS）
- プロデューサー - 松崎容子、伊藤幸弘、山本幸治、丸山正雄、大山良、渡辺哲也
- アニメーションプロデューサー - 諸澤昌男、藤尾勉
- アニメーション制作 - マッドハウス[1]
- 制作 - パラキス製作委員会（フジテレビ、アニプレックス、電通、マッドハウス、祥伝社）

### 主題歌
オープニングテーマ「♥Lonely in Gorgeous♥」
歌・作詞 - Tommy february6 / 作曲・編曲 - MALIBU CONVERTIBLE
エンディングテーマ「ドゥ・ユー・ウォント・トゥ」
作詞・作曲 - アレックス・カブラノス、ニコラス・マッカーシー / 編曲 - リッチ・コスティ、フランツ・フェルディナンド / 歌 - フランツ・フェルディナンド
挿入歌「THE BABYS」
Vo/G 水谷俊介（ex.zoophilia）、B HRUNA、Dr RIE（ex.SOFTBALL）

### 各話リスト
| 話数     | サブタイトル     | 絵コンテ   | 演出             | 作画監督                     |
| -------- | ---------------- | ---------- | ---------------- | ---------------------------- |
| stage-1  | アトリエ         | 小林治     | 小林治           | 田中雄一                     |
| stage-2  | イルミネーション | 堀元宣     | 堀元宣           | 加藤裕美                     |
| stage-3  | kiss             | 小林治     | 小林治           | 高岡淳一 浜津武広            |
| stage-4  | ジョージ         | 小林治     | 増原光幸         | 窪詔之                       |
| stage-5  | MOTHER           | 石山タカ明 | 石倉賢一         | 室井ふみえ 山田勝哉          |
| stage-6  | NEW WORLD        | 西村聡     | 池田重隆         | 竹田逸子 室井ふみえ 山田勝哉 |
| stage-7  | 蝶               | 小林治     | ながはまのりひこ | 冨沢和雄 早川ナオミ          |
| stage-8  | 徳森             | 堀元宣     | 堀元宣           | 加藤裕美                     |
| stage-9  | デザイナー       | 田中雄一   | 田中雄一         | 室井ふみえ 冨沢和雄          |
| stage-10 | 薔薇             | りんたろう | 増原光幸         | 窪詔之                       |
| stage-11 | ステージ         | 小林治     | 小林治           | 山田勝哉                     |
| stage-12 | 未来             | 小林治     | 小林治           | 加藤裕美                     |

### 放送局
| 放送地域       | 放送局        | 放送期間                       | 放送日時           | 放送系列       | 備考             |
| -------------- | ------------- | ------------------------------ | ------------------ | -------------- | ---------------- |
| 関東広域圏     | フジテレビ    | 2005年10月13日 - 12月29日      | 木曜 24:35 - 25:05 | フジテレビ系列 |                  |
| 中京広域圏     | 東海テレビ    | 2005年10月13日 - 2006年1月5日  | 木曜 26:05 - 26:35 | フジテレビ系列 |                  |
| 近畿広域圏     | 関西テレビ    | 2005年10月17日 - 2006年1月9日  | 月曜 25:30 - 26:00 | フジテレビ系列 |                  |
| 岡山県・香川県 | 岡山放送      | 2006年3月30日 - 5月4日         | 木曜 25:35 - 26:35 | フジテレビ系列 | 2話連続放送      |
| 日本全域       | フジテレビ721 | 2006年3月1日 - 4月5日          | 水曜 21:00 - 21:50 | CS放送         |                  |
| 日本全域       | アニマックス  | 2006年11月20日 - 2007年2月12日 | 月曜 22:30 - 23:00 | CS放送         | リピート放送あり |

| フジテレビ ノイタミナ | フジテレビ ノイタミナ | フジテレビ ノイタミナ |
| 前番組                | 番組名                | 次番組                |
| --------------------- | --------------------- | --------------------- |
| ハチミツとクローバー  | Paradise Kiss         | 怪 〜ayakashi〜       |

## 映画
2011年6月4日に丸の内ルーブル他、全国東急系にて公開された。監督は新城毅彦、主演は北川景子と向井理。原作ストーリーを再現しながらもラストシーンは映画オリジナルとなっている。「20代の女性が2010年観たい邦画ランキング」第1位。2010年夏より撮影開始、同年10月25日にクランクアップした。
キャッチコピーは「自分の可能性を信じなきゃ何も始まらない。」。
全国303スクリーンで公開され、2011年6月4、5日の初日2日間で興収2億415万1,700円、動員15万5,746人になり映画観客動員ランキング（興行通信社調べ）で初登場第2位となった。

### キャスト（映画）
- 早坂紫 - 北川景子（幼少期：熊田聖亜）
- 小泉譲二 - 向井理
- 徳森浩行 - 山本裕典
- 山本大助（イザベラ） - 五十嵐隼士（幼少期：小林海人）
- 櫻田実和子 - 大政絢
- 永瀬嵐 - 賀来賢人
- 私立清栄学園の教師 - 田中要次
- 石田ニコル
- 澁谷武尊
- 渡辺隼斗
- 池田心雪
- 加藤翼
- 泉里香
- 西田有沙
- 木村文乃
- 広澤草
- 池田和歌子
- カメラマン山口 - 弓削智久
- 麻生香 - 加藤夏希
- 竹下玲奈
- アンジェラ
- 小泉深雪
- 吉松育美
- 中村知世
- 横山美雪
- 五十嵐麻朝
- 瀬戸あゆみ
- 竹原久美子
- まどか - かでなれおん
- 如月星次 - 平山浩行
- 小泉雪乃 - 高橋ひとみ
- 二階堂譲一 - 小木茂光
- 早坂保子 - 羽田美智子

### スタッフ（映画）
- 原作 - 矢沢あい『Paradise Kiss』（祥伝社刊）
- 監督 - 新城毅彦
- 脚本 - 坂東賢治
- 音楽 - 池頼広
- 主題歌 - YUI「HELLO 〜Paradise Kiss〜」（Sony Music Records）
- エンディングテーマ - YUI「YOU」（Sony Music Records）
- 挿入歌 - Sweetbox「I Know You're Not Alone」（ワーナーミュージック・ジャパン）、「Everything's Gonna Be Alright」（エイベックス・エンタテインメント）
- 製作総指揮 - ウィリアム・アイアトン
- 製作 - 久松猛朗、重村博文、村松俊亮、久保田修、小野田丈士、小泉貴裕、喜多埜裕明、志倉知也
- エグゼクティブ・プロデューサー - 小岩井宏悦
- プロデューサー - 松橋真三、野村敏哉
- アソシエイト・プロデューサー - 江川智
- 撮影 - 安田光
- 照明 - 平野勝利
- サウンドデザイナー - 古谷正志
- 美術 - 小泉博康
- 装飾 - 松下利秀
- VE - さとうまなぶ
- VFXスーパーバイザー - 小田一生
- ミュージックエディター - 小西善行
- 編集 - 深沢佳文
- ファッションプロデューサー - 平藤真治、下中大介
- スタイリスト - 曽山絵里、中石達宏、村上利香
- ヘアメイク - 菊池美香子、中西樹里、外山裕子
- 監督補 - 中西正茂
- 助監督 - 杉田満
- 制作担当 - 宮田幸太郎
- 制作担当（NY） - 高橋康滋
- ラインプロデューサー - 平体雄二
- 制作プロダクション - STUDIO SWAN（IMJエンタテインメント）
- 配給 - ワーナー・ブラザース映画
- 製作 - 「パラダイス・キス」製作委員会（ワーナー・ブラザース映画、20世紀フォックス ホーム エンターテイメント ジャパン、キングレコード、ソニー・ミュージックレコーズ、STUDIO SWAN（IMJエンタテインメント）、ホリ・エージェンシー、ディメンションブルー、Yahoo! JAPAN、祥伝社）

### スピンオフドラマ
『パラダイス・キス:アフタースクール』
LISMOドラマ!で配信のスピンオフドラマ。5月6日 - 5月27日（毎週金曜日）配信、全4話。またローソン限定でスピンオフドラマ収録のDVD付前売券も発売された。
- 出演 - 向井理、五十嵐隼士、大政絢、賀来賢人
- 脚本・監督 - 福田雄一

### Blu-ray / DVD
2011年10月26日発売。発売元はワーナー・ブラザース ホームエンターテイメント。
- パラダイス・キス 通常版（DVD1枚組）
  - 映像特典
    - 特報
    - 劇場予告編
    - TVスポット集
    - キャスト・スタッフ（メニュー）

  - 初回限定特典
    - 北川景子&向井理プリントサイン入りポストカード（2枚）
    - クリアートールケース仕様

  - 期間限定特典
    - 紫&ジョージ着ボイス
- 【初回限定生産】パラダイス・キス プレミアム・エディション / コサージュ風ヘアアクセ付（2枚組、Blu-rayとDVDでリリース）
  - ディスク1：本編ディスク（DVD通常版と同様）
  - ディスク2：特典DVD
    - LISMOドラマ! スピンオフ企画「パラダイス・キス：アフタースクール」
      - 第1話「ジョージのバカ広いマンションでモデル選びの巻」
      - 第2話「ジョージのバカ広いマンションで打ち合わせ後の巻」
      - 第3話「嵐と実和子、初めてジョージのバカ広いマンションに来たの巻」
      - 第4話「ジョージのバカ広いマンションでランチの巻」
      - 特別篇「映画館へ行こうの巻」
      - メイキング・オブ・アフタースクール
      - LISMOドラマ!「パラダイス・キス：アフタースクール」予告

    - 秘蔵メイキング
    - イザベラができるまで
    - 未公開映像（幻の別編集バージョン）
    - 大阪特別試写会舞台挨拶
    - 完成披露試写会舞台挨拶
    - 初日舞台挨拶
    - キャストインタビュー
    - パラキスマップ

  - 封入特典
    - オリジナル・フォトブック（36P）
    - 小泉ジョージプロデュース! コサージュ風ヘアアクセ
    - 北川景子&向井理プリントサイン入りポストカード（2枚）
    - 矢沢あい原作イラストポストカード（1枚）

  - 期間限定特典
    - 紫&ジョージ着ボイス

  - 特製アウターケース付き・DVD版はクリアートールケース仕様、Blu-ray版はクリアーピンクブルーレイケース仕様
  - Blu-rayプレミアム・エディション初回生産分終了後はBlu-ray1枚のみのリリース

### ノベライズ
- Paradise Kiss パラダイス・キス　箸・佐藤操　竹書房<竹書房文庫> 2011年5月12日発売 ISBN 4-812-44585-X

## モバイルゲーム
2011年6月6日にフィーチャーフォン版Mobageにて配信開始のモバイルゲーム。後にスマートフォン版にも対応した。
基本プレイ無料のアイテム課金制のソーシャルゲーム。
アバター着せ替えゲームで、プレイヤーは、デザインの勉強などをしたりしながら材料を探し、自分で服を作って、着がえて、友達と見せ合って楽しむことができる。